# Jan Lauwers
Jan Lauwers, född 17 april 1957 i Antwerpen, är en belgisk teaterregissör och koreograf.

## Biografi
Jan Lauwers utbildade sig till bildkonstnär vid Koninklijke Academie voor Schone Kunsten (Kungliga Konstakademin) i Gent innan han 1979 grundade teatergruppen Epigonenensemble som 1985 ombildades till Epigonentheater ZLV. Året därpå var han med och grundade teater- och dansensemblen Needcompany i Bryssel som han arbetat med sedan dess. Needcompany är en internationell ensemble som turnerat internationellt och deltagit på ett flertal festivaler. Första gången Jan Lauwers och Needcompany var inbjudna till Avignonfestivalen var 2004 med föreställningen Isbella's Bedroom. Senaste gången var 2009 då de deltog med tre uppsättningar. 1997 gjordes en uppsättning av Albert Camus Caligula för Documenta i Kassel. Mellan 2009 och 2014 var Jan Lauwers och Needcompany artists in residence på Burgtheater i Wien. Jan Lauwers är känd för sina visuellt starka föreställningar där skådespelarna och inte texten är i centrum. Han har satt upp flera pjäser av William Shakespeare men oftast utgår han inte från dramatik utan från litterära förlagor. Bland priser han tilldelats kan nämnas Leone d'oro 2014 vid Venedigbiennalen för sin livsgärning inom teatern. Jan Lauwers är också verksam som konstnär och har haft utställningar i bland annat Bryssel och Shanghai.
1987 gästspelade Needcompany i Oslo med Jan Lauwers uppsättning Need to know. 1998 spelades The snakesong trilogy på Göteborg Dans & Teater Festival. 1999 gästspelade man med Caligula på Stockholms stadsteater. 2003 gästades Södra teatern i Stockholm och Det Norske Teatret i Oslo med Images of Affection. 2005 spelades Isabella's Room på Kulturhuset i Stockholm. 2008 gästades Esbo stadsteater i Finland med The Lobster Shop. 2011 spelades Sad Face/Happy Face på Teater Republique i Köpenhamn och The Deer House på Tampereen Teatterikesä (Tammerfors Teatersommar). 2012 återkom man till Esbo med The Art of Entertainment.